# Rohrbach-Steinberg
Rohrbach-Steinberg ist eine ehemalige Gemeinde mit 1429 Einwohnern (Stand: 31. Oktober 2013)
westlich von Graz in der Steiermark. Seit 2015 ist sie im Rahmen der steiermärkischen Gemeindestrukturreform mit den Gemeinden Attendorf und Hitzendorf zusammengeschlossen. Die neue Gemeinde führt den Namen „Hitzendorf“.

## Geografie

### Geografische Lage
Rohrbach-Steinberg liegt etwa zwölf Kilometer westlich der Landeshauptstadt Graz im Bezirk Graz-Umgebung in der Weststeiermark.

### Gliederung
Das Gemeindegebiet umfasste folgende zwei Katastralgemeinden bzw. gleichnamigen Ortschaften (in Klammern Einwohnerzahl Stand 1. Jänner 2024):
- Rohrbach (829)
- Steinberg (678)

### Nachbargemeinden bis Ende 2014
| Sankt Bartholomä | Sankt Oswald                                | Sankt Oswald |
| Sankt Bartholomä | Kompassrose, die auf Nachbargemeinden zeigt | Thal         |
| Hitzendorf       | Hitzendorf                                  | Hitzendorf   |

## Geschichte
In einer Urkunde des Stiftes Rein wird Rohrbach im Jahr 1284 erstmals erwähnt. Das Dörfchen Aich an der Mündung des Reinbaches in den Liebochbach wurde bereits 1135 anlässlich der Gründung des Stiftes Rein genannt.
Die Ortsgemeinde als autonome Körperschaft entstand 1850. Nach der Annexion Österreichs 1938 kam die Gemeinde zum Reichsgau Steiermark, 1945 bis 1955 war sie Teil der britischen Besatzungszone in Österreich.

### Bevölkerungsentwicklung

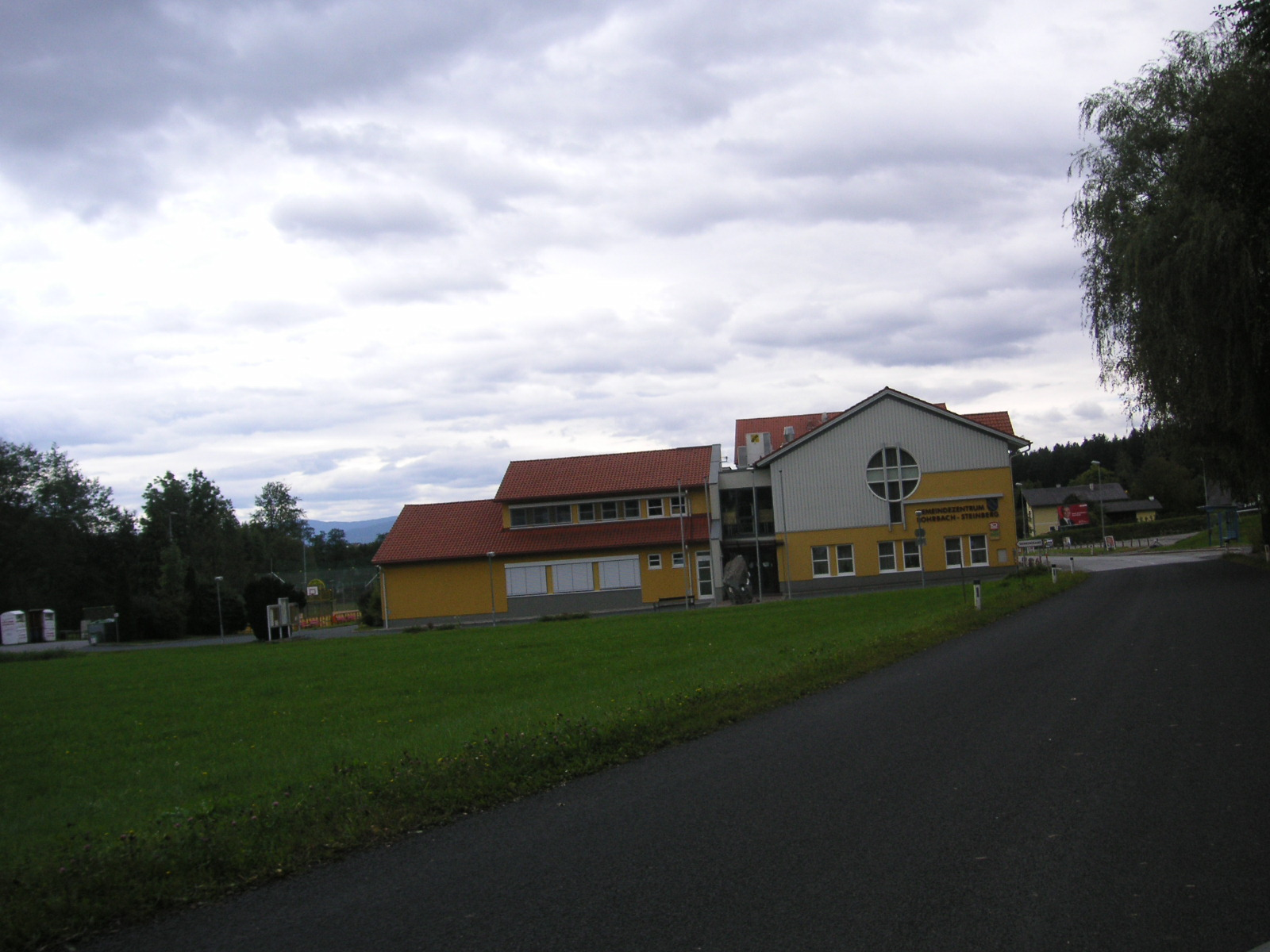
Das ehemalige Gemeindeamt von Rohrbach-Steinberg

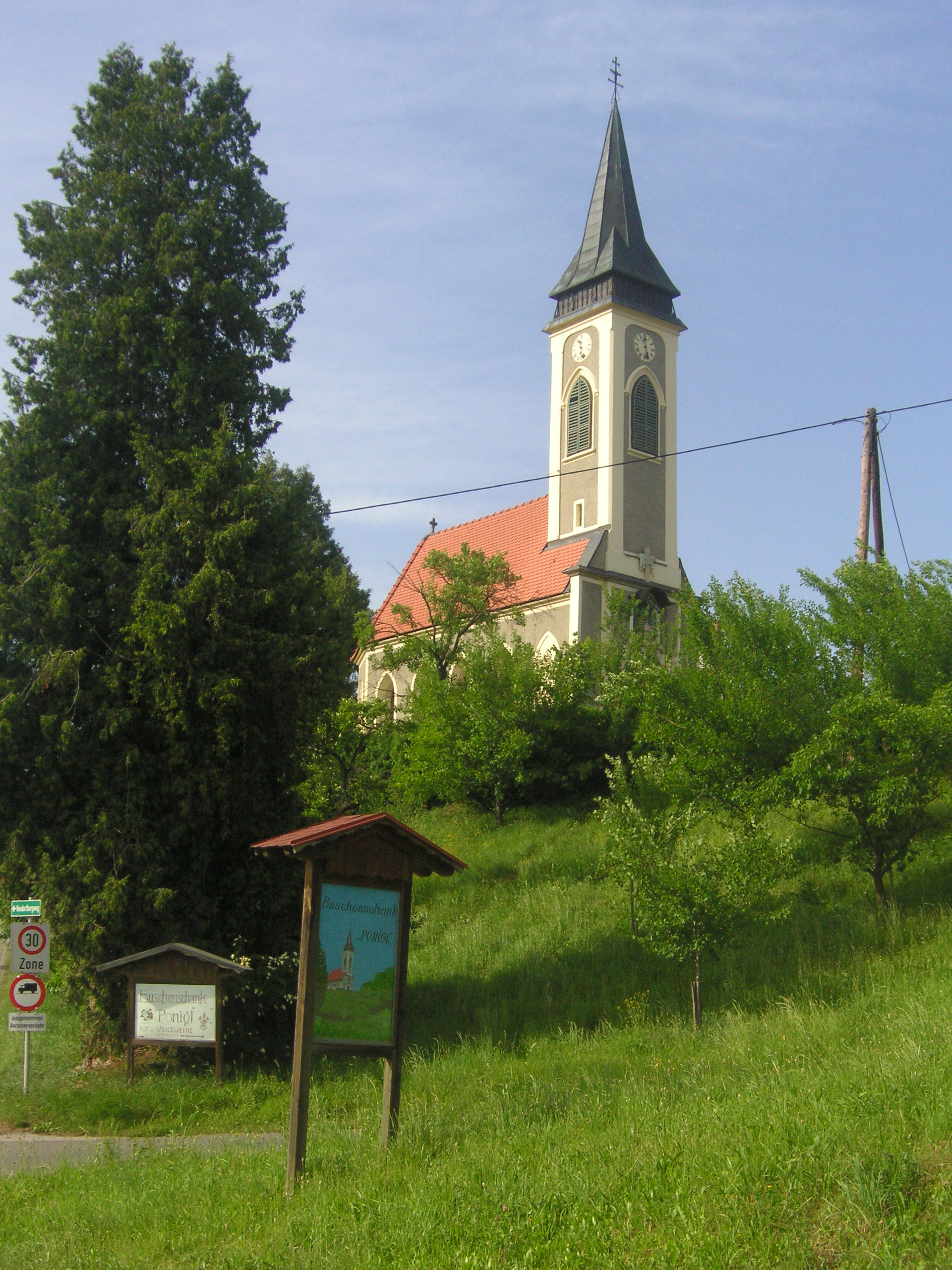
Die Poniglkapelle im Ortsteil Neudorf

| Jahr | Einw. |
| ---- | ----- |
| 1869 | 800   |
| 1880 | 784   |
| 1890 | 774   |
| 1900 | 777   |
| 1910 | 730   |
| 1923 | 720   |
| 1934 | 732   |
| 1939 | 684   |

| Jahr | Einw. |
| ---- | ----- |
| 1951 | 0.739 |
| 1961 | 0.767 |
| 1971 | 0.903 |
| 1981 | 1.035 |
| 1991 | 1.177 |
| 2001 | 1.285 |
| 2013 | 1.429 |
|      |       |

## Politik
Der mit 31. Dezember 2014 aufgelöste Gemeinderat bestand aus 15 Mitgliedern und setzte sich nach den Wahlen von 2010 wie folgt zusammen: 11 SPÖ und 4 ÖVP.
Bürgermeister war bis dahin Heribert Uhl (SPÖ), der seit 2003 der Gemeinde vorstand. Vizebürgermeisterin war Brigitte de Vries (SPÖ).

### Wappen
Die Verleihung des Gemeindewappens erfolgte mit Wirkung vom 1. Juni 1989.

Blasonierung (Wappenbeschreibung):
„In Blau zwei Schrägrechtsbalken von je fünf goldenen Rosen, rechts oben ein schrägrechter goldener Ger.“

## Wirtschaft und Infrastruktur

### Verkehr
Rohrbach-Steinberg liegt abseits der Hauptverkehrsstraßen. Die Süd Autobahn A 2 ist etwa 14 km entfernt und über die Anschlussstelle Mooskirchen (200) zu erreichen. Auf gleichem Wege gelangt man in circa neun Kilometer zur Packer Straße B 70 Richtung Klagenfurt. Die Bezirks- und Landeshauptstadt Graz ist über Landesstraßen zu erreichen.
Der Hauptbahnhof Graz ist circa zwölf Kilometer entfernt.
Die Entfernung zum Flughafen Graz beträgt ca. 25 km.